# Helvoirt
Helvoirt est un village situé dans la commune néerlandaise de Vught, dans la province du Brabant-Septentrional. Le 1er janvier 2006, le village comptait 4 650 habitants.

## Histoire
Helvoirt a été une commune indépendante jusqu'au 1er janvier 1996, date de son rattachement à la commune de Haaren. Au 1er janvier 2021 la municipalité de Haaren a été supprimée et Helvoirt rattachée à la commune de Vught.

## Personnalités liées à la commune
L'aviateur Gijs Küller y est mort.